# Inquisitor
Inquisitor je česká RPG hra z roku 2009. Byla vyvíjena od roku 1999 společností Cinemax. Je známa svou unikátní herní dobou (okolo 200 hodin). V současnosti se plánuje druhý díl. V roce 2012 vyšla anglická verze. Hra byla oceněna prestižní cenou RPG France Approuvé

## Příběh
Hra se odehrává v království Ultherst, kde se vyplnilo proroctví svatého Ezechiela o příchodu Ďábla a kde se mnozí lidé odvrátili od boha k herezi. Hráč si na začátku musí vybrat zda chce hrát za paladina, kněze, nebo zloděje, přičemž každý z nich má jiné vlastnosti a hra za něj je úplně jiná. V roli jedné z těchto postav se pak stává inkvizičním vyšetřovatelem a musí vyšetřovat různé zločiny, hledat kacíře a bojovat proti ďábelským bytostem.

## Zajímavosti
- Johan Justoň, autor scénáře hry, napsal stejnojmennou povídku. Ta slouží jako nahlédnutí do světa hry. Povídku je možné najít na oficiálních stránkách hry. Je zde také možno najít herní Inkviziční kodex a proroctví svatého Ezelchiela, které je velmi důležité pro děj hry.
- Ve hře se vyskytuje značné množství easter eggů, které odkazují na skutečný svět nebo literární díla a filmy.[5]